# 塞努西王朝
塞努西王朝（阿拉伯语：‎）是一個位於利比亞的王室，該王朝由伊斯蘭教蘇非派的老塞努西穆罕默德·伊本·阿里·塞努西於1837年在麥加創立，統治利比亞地區共132年，直到1969年，利比亞綠色革命爆發後被廢位。